# Priorité Santé Mutualiste
Priorité Santé Mutualiste est un ensemble de services santé proposés par la Fédération nationale de la Mutualité Française accessibles aux adhérents des mutuelles via un site internet, et une plateforme téléphonique.  Des Rencontres santé (actions de prévention sur le terrain) sont accessibles au grand public.
En 2018, les modalités d’accès aux services Priorité Santé Mutualiste évoluent.

## Historique
Les services Priorité Santé Mutualiste ont été mis en œuvre en avril 2008.
En 2012, plus de 526 000 personnes, dont des adhérents mutualistes, ont bénéficié de ces services.
L’objectif de ces services est de permettre aux adhérents des mutuelles mais également au grand public, d’accéder à des informations à caractère médical et médico-social afin d’éviter « une perte de chance » lors d’un problème de santé ou de dépendance.
Octobre 2013 : ouverture d'une nouvelle thématique : "Maux du quotidien".
Octobre 2014 : ouverture d'une nouvelle thématique : "Santé mentale & Bien-être".
Février 2018 : 
- le site www.prioritesantemutualiste.fr est fermé au grand public depuis le 19 février 2018. Il reste accessible aux adhérents mutualistes durant toute l’année 2018 via le site de leur mutuelle. Au 1er janvier 2019, le site Priorité Santé Mutualiste sera définitivement fermé, y compris pour les adhérents mutualistes.
- La page Facebook et le compte Twitter Priorité Santé Mutualiste ont été inactivés le 19 février 2018. Seule la page YouTube Priorité Santé Mutualiste restera accessible au cours de l’année 2018.
- La plateforme téléphonique Priorité Santé Mutualiste, accessible aux adhérents mutualistes via le 3935, est fermée depuis le 16 février 2018.

Les services d’accompagnement personnalisé par téléphone (coaching alimentation, tabac, nutrition des personnes âgées) débutés avant le 19 février 2018, sont pris en charge jusqu’à leur terme par la Fédération nationale de la Mutualité Française.

## Contenu
Le programme se décline sur plusieurs canaux : une plateforme d’appels téléphoniques (3935) pour les adhérents des mutuelles, un site internet lancé le 5 juin 2012 pour le grand public (fermeture définitive du site en janvier 2019) et des « Rencontres Santé », actions de prévention organisées partout en France, également ouvertes à tous, permettant de débattre et d’échanger sur des sujets de santé.
Les services s’appuient sur un ensemble d’avis, de recommandations et de bonnes pratiques sur un sujet de santé médico-social ou pratique. Le corpus de ces services est réalisé par des personnes reconnues experts dans leur domaine et indépendantes de tout lien d’intérêt avec des entreprises à caractère commercial.
Pour cette raison, le site internet a obtenu le certificat HON-code, gage de qualité et d’indépendance, suivant les principes définis par la Haute Autorité de Santé.

## Partenariats
Depuis son lancement en 2008, Priorité Santé Mutualiste a noué des partenariats avec des fédérations et des associations rentrant dans le champ médical et médico-social. Ces dernières lui apportent les compétences permettant de valider scientifiquement la démarche et les contenus :	 
- Fondation Médéric Alzheimer
- La Ligue nationale contre le cancer
- Fédération française de cardiologie
- Association nationale de prévention en alcoologie et addictologie
- Association SPARADRAP
- Institut national du cancer
- La Croix-Rouge
- Fédération nationale des comités féminins pour la prévention et le dépistage des cancers
- Fédération nationale des centres de lutte contre le cancer
- Fédération pour l’insertion des sourds et aveugles de France
- Centre National de Ressources Soin Palliatif
- UNAFAM
- PSYCOM